# Principauté épiscopale de Paderborn
1281–1802
Entités précédentes :
- Duché de Westphalie

Entités suivantes :
- Royaume de Prusse

La principauté épiscopale de Paderborn (en allemand : Fürstbistum Paderborn) ou l’évêché de Paderborn (Hochstift Paderborn) était un État du Saint-Empire romain. Les évêques qui relevaient du duché de Saxe obtinrent l'immédiateté impériale comme seigneurs temporels  de la principauté épiscopale (Hochstift) au XIIIe siècle. Le siège de la principauté et du diocèse était à Paderborn dans la région de Westphalie.
Les frontières de la principauté et du diocèse de Paderborn ne coïncidaient pas. Dans le périmètre du diocèse fondé en 799, suffragant de la province ecclésiastique de Mayence, l'autorité spirituelle s’étendait sur une plus grande partie de la région de Westphalie-de-l'Est-Lippe. Les évêques faisaient partie du collège des princes ecclésiastiques à la Diète d'Empire. Lors de la diète à Augsbourg en 1500, l'évêché de Paderborn rejoint le Cercle du Bas-Rhin-Westphalie. La principauté épiscopale fut officiellement supprimée par le recès d'Empire en 1803 et sécularisée en faveur du royaume de Prusse.

## Territoire

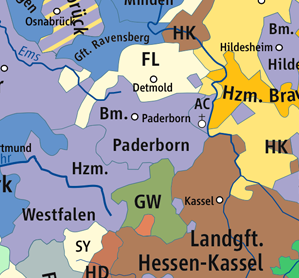
Carte de l'évêché de Paderborn et les États voisins, vers 1789.

Le territoire souverain de l'évêché s'étendait des landes de la Senne à l'ouest de la forêt de Teutberg jusqu'à la rivière Weser et les montagnes du Sauerland. Il correspondait à peu près aux arrondissements actuels de Paderborn et de Höxter, lorsque la ville de Höxter elle-même faisait partie de l'abbaye impériale de Corvey. Le domaine couvrait également des parties voisines dans l'actuel arrondissement du Haut-Sauerland (dont Westheim) et, dès 1668, la ville de Lügde (dans l'arrondissement de Lippe).
La principauté ecclésiastique était bornée par la principauté de Lippe, le comté de Ravensberg et le comté de Pyrmont au nord, par la principauté de Brunswick-Wolfenbüttel et l'abbaye impériale de Corvey à l'est, par le landgraviat de Hesse-Cassel et la principauté de Waldeck au sud, ainsi que par le duché de Westphalie et le comté de Rietberg à l'ouest.

## Subdivisions
La principauté était divisée en deux parties : le district d'Unterwalden (Unterwaldischer Distrikt) dont le siège était situé au château Neuhaus, à l'ouest, et le district d'Oberwalden (Oberwaldischer Distrikt) au château de Dringenberg (Bad Driburg), à l'est.
Le district d'Unterwalden comprenait la résidence de Paderborn et était subdivisé en huit bailliages (Ämter) ou seigneuries, à savoir : les sept bailliages de Boke, Delbrück, Lichtenau, Neuhaus, Wewelsburg et Wünnenberg, ainsi que la seigneurie de Büren. Le distirct d'Oberwalden était subdivisé en quatre bailliages : Dringenberg, Steinheim, Beverungen et Lügde, ainsi qu'en plusieurs petites entités.

## Histoire

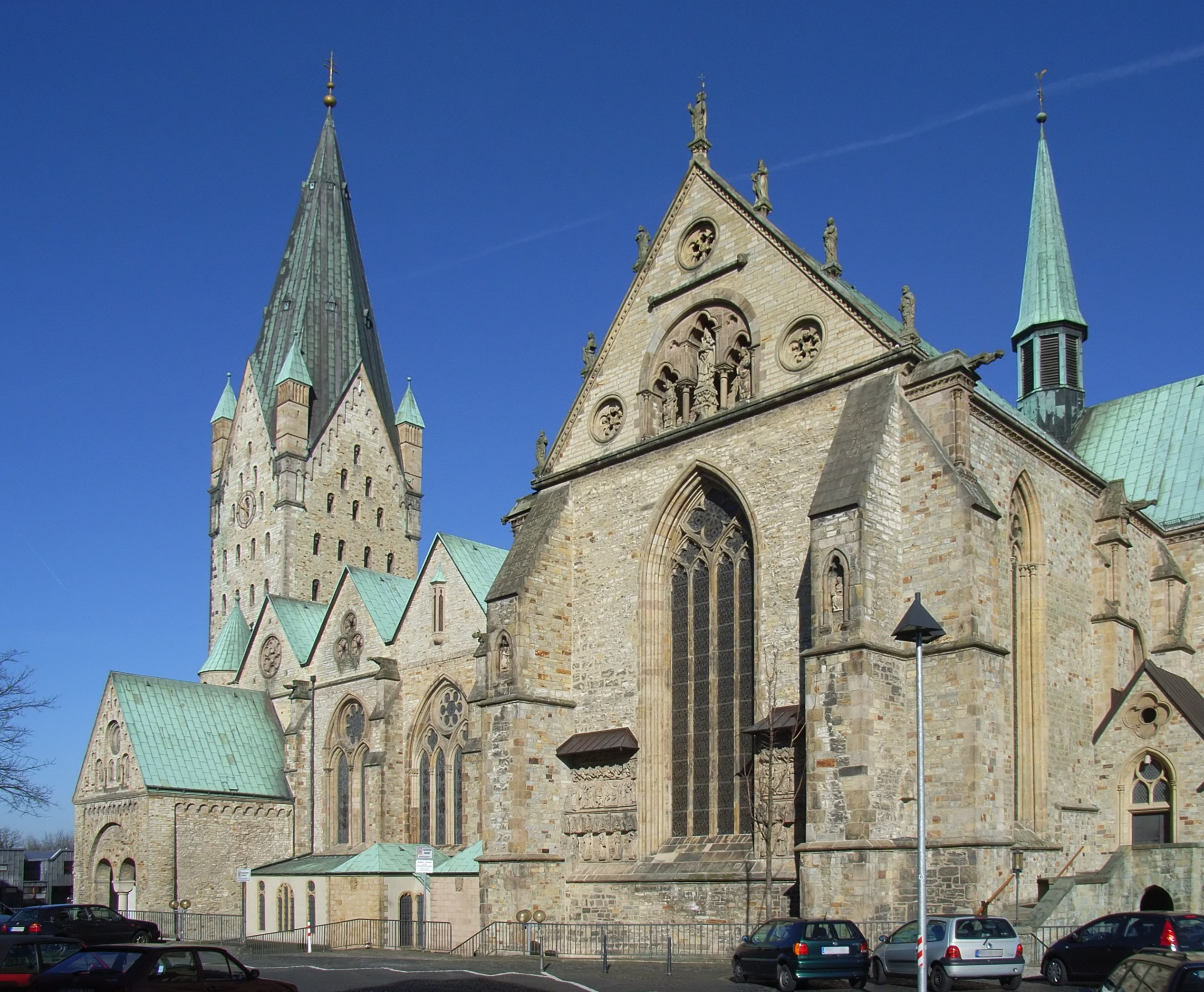
La cathédrale Saint-Liboire de Paderborn.

Le diocèse de Paderborn est érigé dans le duché de Saxe en 799, année de la rencontre de Charlemagne et du pape Léon III, réfugié de Rome. Au cours de la guerre des Saxons, le souverain franciques avait confisqué de nombreux biens de l'aristocratie saxonne. L'année suivante, Léon III couronne Charlemagne empereur à Rome. L'évêque est alors suffragant de l'archidiocèse de Mayence. L'importance du diocèse se trouve confirmé par les diètes qui se tiendront à Paderborn sous le règne de Louis le Pieux (en 815) et de Louis le Germanique (en 840 et en 845). L'abbaye de Corvey a été fondée en 822. Les reliques du saint patron Liboire furent apportées en 836 du Mans à la cathédrale de Paderborn.
Après l'extinction des souverains carolingiens dans la Francie orientale, au début du Xe siècle, le diocèse, situé sur l'Hellweg reliant la résidence d'Aix-la-Chapelle et les propriétés saxonnes des Ottoniens au pied du Harz, occupait une position stratégique. Cent ans plus tard, l'évêque Meinwerk, élu en 1009, s'est distingué comme un allié fidèle de l'empereur Henri II. Il pouvait acquérir beaucoup de possessions ; en 1015, il a fondé l'abbaye Saints-Pierre-et-Paul. Il a la toute puissance juridique sur les paysans et les propriétaires terriens. 
Des conflits importants apparaissent pendant la querelle des Investitures et notamment après le déplacement de l'autorité impériale vers le sud de la Germanie avec la montée de la maison de Hohenstaufen. Lorsque le duché de Saxe est démantelé et divisé en plusieurs principautés par l'empereur Frédéric Barberousse à cause de la chute du duc Henri le Lion en 1180, le duché de Westphalie a été placée sous l'égide des archevêques de Cologne. L'évêque de Paderborn eut à lutter contre les exigences des archevêques de Mayence et de nombreux nobles dont les seigneurs de Lippe. De plus, les citoyens de Paderborn ont conclu des alliances avec les archevêques Philippe Ier et Engelbert II de Cologne. 
Le cours d'expansion de l'archevêque Konrad von Hochstaden a entraîné des affrontements armés en 1254. Néanmoins, après la défaite de l'archevêché de Cologne à Worringen en 1288, la pression sur Paderborn retombe et l'évêque obtient encore plus de pouvoir séculier et agrandit son territoire. À l'époque du gouvernement de Bernard II (1186-1203), la toute puissance juridique et administrative de l'évêque s'étend à tout le diocèse. De fait, le diocèse devient un territoire indépendant et l'évêque - en plus de ses fonctions religieuses - un souverain « séculier ». De plus l'évêque reçoit du comte Schwalenberg-Waldeck les pleins pouvoirs. La principauté ecclésiastique est formée en 1281.
En 1803, les campagnes napoléoniennes ont pour résultat de séculariser les principautés ecclésiastiques et les abbayes à immédiateté impériale et de mettre fin ensuite au Saint-Empire romain germanique. Paderborn devient une principauté laïque et elle est transférée au roi de Prusse, Frédéric-Guillaume III. Entre 1807 et 1813, elle est cédée au royaume de Westphalie. 

### Souverains

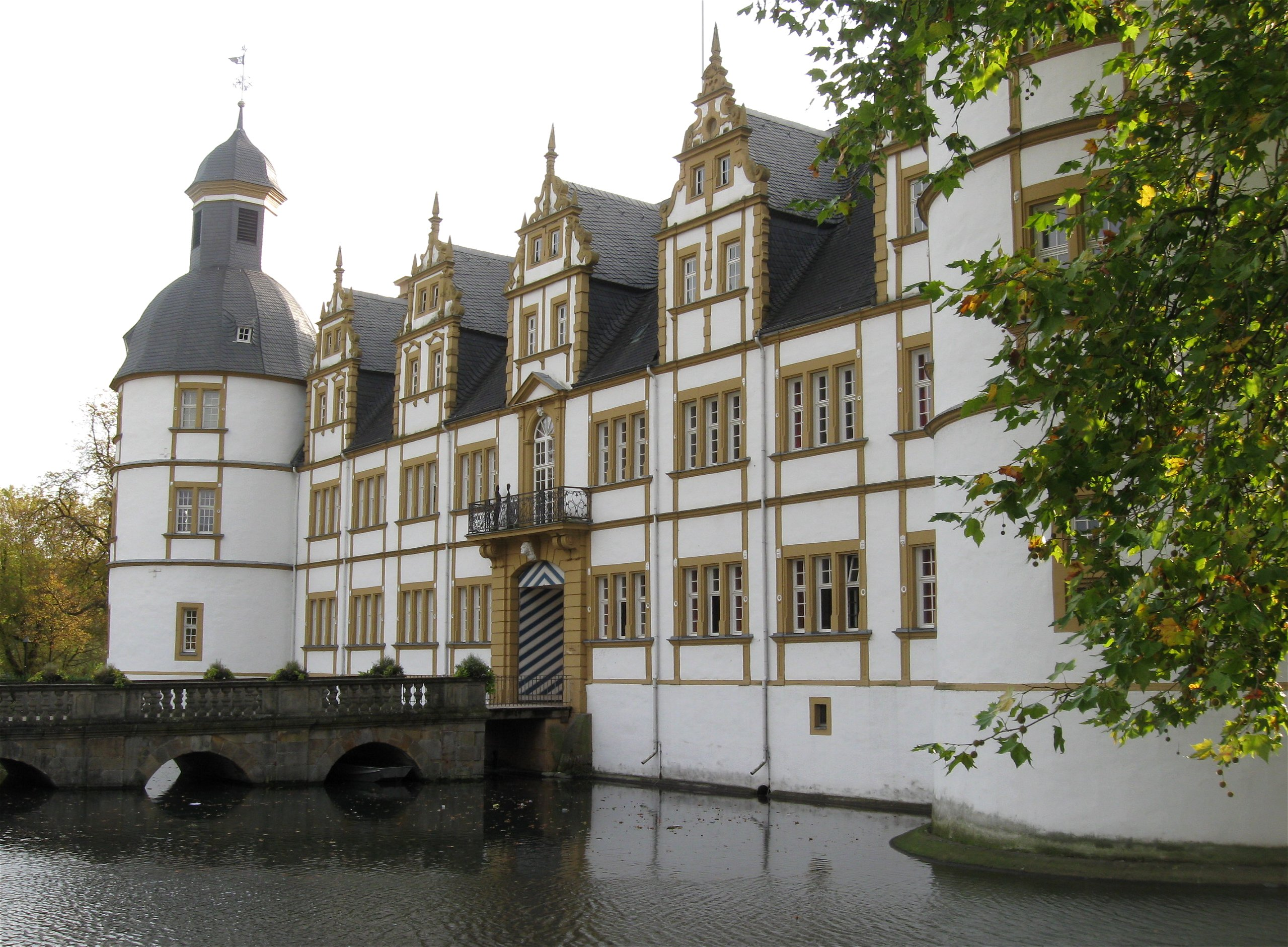
Vue du château Neuhaus, résidence des princes-évêques de Paderborn.

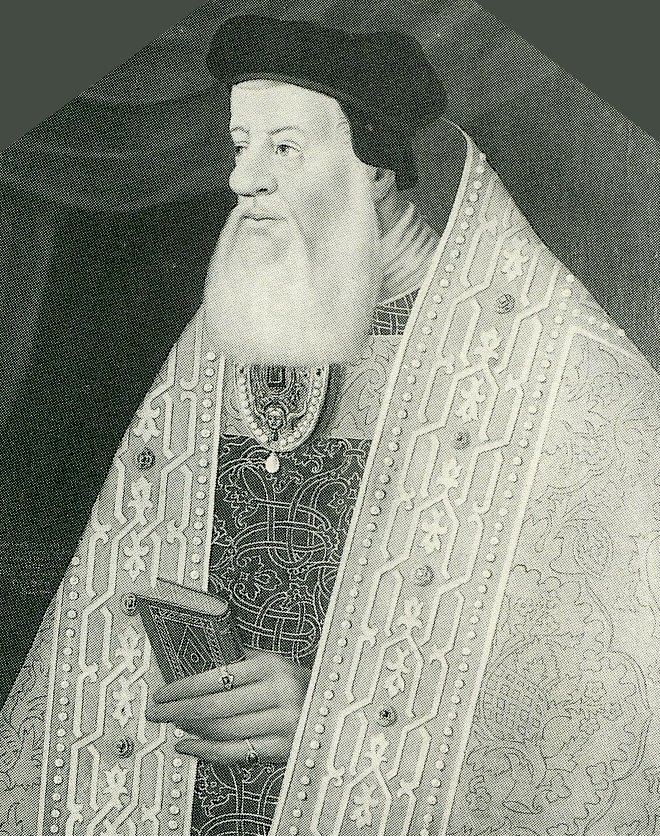
Portrait d'Hermann V de Wied, futur archevêque de Cologne.

La liste des princes-évêques est la suivante:
- Bernard II von Ibbenbüren, mars 1188 - 23 mai 1203
- Bernard III von Ösede (neveu de Bernard Ier), mai 1203 - 28 mars 1223
- Thomas Olivier (1170-1227), avril 1224 - 28 septembre 1225), cardinal en 1225
- Wilbrand von Oldenburg (1180-1233), octobre 1225 - 1227, fils du comte Henri II Wildeshausen
- Bernard IV zur Lippe, 1227/8 - 14 avril 1247
- Simon Ier zur Lippe, 1247 - 7 juin 1277, neveu de Bernard IV
- Otton von Rietberg, 1277 - 23 octobre 1307, fils du comte Conrad Ier de Rietberg
- Günther Ier von Schwalenberg-Waldeck, 1307 - 15 mai 1310, fils du comte Folquin IV de Waldeck et Schwalenberg
- Dietrich II von Itter, octobre 1310 - 20 septembre 1321, cousin de Günter Ier
- Bernard V zur Lippe, 22 septembre 1321 - 30 janvier 1341
- Baldwin von Steinfurt, 1341 - 1361
- Henri III von Spiegel zum Desenberg, 17 mars 1361 - 21 mars 1380, fils de Lüdolph von Spiegel zum Desenberg
- Simon II von Sternberg, juin 1380 - 25 janvier 1389
- Ruprecht von Berg (9.11.1389 — 28.06.1394);
- Johann von Hoya (7.09.1394 — 28.02.1399) — nommé évêque de Hildesheim;
- Bertrando d’Arvazzano (4.03.1399 — 1400);
- Wilhelm von Berg (5.11.1400 — 13.04.1415);
- Dietrich von Moers (13.04.1415 — 13.02.1463) — administrateur apostolique;
- Simon zur Lippe (18.05.1463 — 7.03.1498);
- Hermann de Hesse (7.03.1498 — 27.09.1508);
- Éric II de Brunswick-Grubenhagen (20.04.1509 — 14.05.1532);
- Hermann V de Wied (22.09.1532 — 25.02.1547) — administrateur apostolique;
- Rembert von Kerssenbrock (1.07.1547 — 12.02.1568);
- Jean II de Hoya (de) (6.11.1568 — 5.04.1574);
- Salentin IX d'Isembourg-Grenzau (14.09.1574 — 5.09.1577);
- Henri de Saxe-Lauenburg (16.11.1577 — 22.04.1585);
- Dietrich von Fürstenberg (7.10.1585 — 4.12.1618);
- Ferdinand de Bavière (4.12.1618 — 13.09.1650);
- Dietrich Adolf von der Recke (7.05.1651 — 30.01.1661);
- Ferdinand von Fürstenberg (30.05.1661 — 26.06.1683);
- Hermann Werner von Wolff-Metternich zur Gracht (24.04.1684 — 21.05.1704);

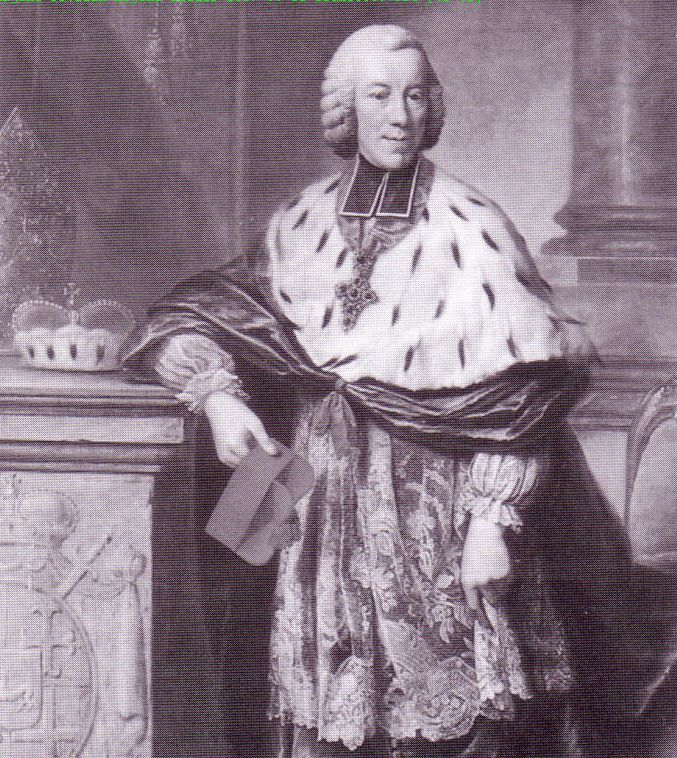
Le prince-évêque Wilhem Anton von der Asseburg, gravure d'après un portrait d'Anton Joseph Stratmann.

- Franz Arnold von Wolff-Metternich zur Gracht (21.05.1704 — 25.12.1718);
- Clément-Auguste de Bavière (30.04.1719 — 6.02.1761);
- Wilhelm Anton von der Asseburg (16.05.1763 — 26.12.1782);
- Frédéric-Guillaume de Westphalie (26.12.1782 — 6.01.1789);
- Franz-Egon von Fürstenberg (6.01.1789 — 11.08.1825).